# Tsakkar
Tsakkar es una localidad del raión de Martuni, en la provincia de Gegharkunik, Armenia, con una población censada en octubre de 2011 de 2692 habitantes. 
Se encuentra ubicada al suroeste de la provincia, cerca de la costa suroccidental del lago Seván y de la frontera con las provincias de Vayots' Dzor y Ararat.